# Олентур
Олентур — озеро в Таборинском муниципальном районе Свердловской области, Россия.

## Географическое положение
Озеро Олентур расположено в муниципальном образовании «Таборинский муниципальный район», в 36 километрах к северу от деревни Унже-Павинская, между болотом Танганъюрская Сарча и болотом Ятьинское, площадью 0,4 км² с уровнем воды 79,0 метра. Берега заболочены.